# Gádor
Gádor – gmina w Hiszpanii, w prowincji Almería, w Andaluzji, o powierzchni 87,67 km². W 2011 roku gmina liczyła 3241 mieszkańców.